# Polônia nos Jogos Olímpicos de Verão de 2004
A  Polônia competiu nos Jogos Olímpicos de Verão de 2004, em Atenas, na Grécia.
Um total de 202 atletas de Polônia competiu em 21 esportes. O nadador Bartosz Kizierowski era o portador da bandeira na cerimónia de abertura. Foi considerado o pior desempenho polonês nos Jogos Olímpicos desde Melbourne 1956. Entre os dez vencedores de medalha somente dois chegaram ao pódio olímpico pela primeira vez. Sete de dez medalhas foram ganhadas pelas mulheres que constituíram menos do que um terço de todos os atletas poloneses nos jogos.

## Medalhas

### Ouro
- Otylia Jedrzejczak - Nado borboleta de 200 m (18 agosto)
- Tomasz Kucharski e Robert Sycz  -
- Robert Korzeniowski - Atletismo, 50 quilômetros (27 agosto)

### Prata
- Otylia Jedrzejczak - Nado borboleta, de 100 m (15 agosto)
- Otylia Jedrzejczak - Nado livre, de 400 m (15 agosto)

### Bronze
- Sylwia Gruchala -
- Mateusz Kusznierewicz -
- Agata Wrobel -
- Anna Rogowska -
- Aneta Pastuszka e Beata Sokolowska-Kulesza -

## Desempenho

### Atletismo
Masculino
| Atletas      | Evento     | Preliminar | Preliminar | Quartas | Quartas | Semifinal   | Semifinal   | Final       | Final       |
| Atletas      | Evento     | Marca      | Posição    | Marca   | Posição | Marca       | Posição     | Marca       | Posição     |
| ------------ | ---------- | ---------- | ---------- | ------- | ------- | ----------- | ----------- | ----------- | ----------- |
| Łukasz Chyła | 100 metros | 10s35      | 36º        | 10s23   | 20º     | Não avançou | Não avançou | Não avançou | Não avançou |

### Natação
Masculino
| Atleta(s)           | Evento       | Eliminatórias | Eliminatórias | Semifinal | Semifinal | Final       | Final       |
| Atleta(s)           | Evento       | Tempo         | Posição       | Tempo     | Posição   | Tempo       | Posição     |
| ------------------- | ------------ | ------------- | ------------- | --------- | --------- | ----------- | ----------- |
| Bartosz Kizierowski | 50 m livre   | 22s26         | 3º Q          | 22s22     | 9º        | Não avançou | Não avançou |
| Paweł Korzeniowski  | 1500 m livre | 15min11s62    | 9º            |           |           | Não avançou | Não avançou |